# Armand Marc de Montmorin-Saint-Hérem
Armand Marc de Montmorin Saint-Hérem (Barges, 13 ottobre 1745 – Parigi, 2 settembre 1792) è stato un politico francese.
Discendente da una nobile famiglia originaria dell'Alvernia, in giovane età intraprese la carriera diplomatica. Fu dapprima ambasciatore a Madrid, e successivamente ricoprì l'incarico di Ministro degli Esteri dal febbraio 1787 all'ottobre 1791. Per un breve periodo nel corso del 1787 ricoprì anche la carica di Sottosegretario di Stato alla Marina. Fu ucciso dalla folla durante i cosiddetti massacri di settembre del 1792, in piena Rivoluzione francese.

## Biografia
Nacque nel castello di Barges (Alvernia) il 13 ottobre 1745. Discendente da una delle più nobili famiglie francesi e fu compagno di studî del futuro re Luigi XVI. Entrò in diplomazia e fu ministro presso Clemente Venceslao di Sassonia, Elettore di Treviri, zio materno del Delfino di Francia (1774). Tra il gennaio 1778 e il maggio 1784 ricoprì la carica di ambasciatore presso la corte di Spagna. Qui aprì negoziati che favorirono l'entrata in guerra degli spagnoli a fianco dei francesi e degli statunitensi contro il Regno d'Inghilterra. La sua missione, condotta con estrema tenacia, superò la riluttanza del vecchio re Carlo III e del governo spagnolo che temevano giustamente che le aspirazioni di indipendenza delle colonie inglesi si propagassero a quelle spagnole in Sudamerica. Il 12 aprile 1779 presso la città di Aranjuez venne firmato il trattato di alleanza tra i due paesi. L'interesse del conte di Montmorin per la questione americana durò a lungo anche dopo la fine della sua ambasciata a Madrid. Nelle sue memorie l'agente statunitense Gouverneur Morris, ambasciatore statunitense a Parigi durante la Rivoluzione, scrisse dei suoi tanti contatti con Montmorin aventi come obiettivo lo sviluppo degli scambi commerciali tra le due nazioni. 
Nel corso del 1784 il Re Luigi XVI lo nominò Governatore della Bretagna e Cavaliere dell'Ordine dello Spirito Santo. Dopo la morte di Charles Gravier de Vergennes, il 12 febbraio 1787 fu nominato Ministro degli Esteri. Tra il 25 agosto e il 24 dicembre 1787 fu Segretario di Stato alla Marina "ad interim", in attesa del rientro in patria di César Henri de La Luzerne, allora Governatore generale delle Isole Sottovento. Assumere la carica di Ministro al posto di Vergennes fu una dura eredità, stante anche la situazione interna del paese: l'assemblea dei notabili manifestava un grande spirito di opposizione, Charles Alexandre de Calonne cadeva da Ministro delle Finanze, con la folla e i filosofi che invocavano l'arrivo di Necker, e il cardinale Étienne-Charles de Loménie de Brienne che si face nominare dapprima capo del Consiglio di finanza, e dall'agosto 1787 Primo Ministro (principal ministre). Il paese stava scivolando verso una deriva molto pericolosa, e la Prussia scelse proprio quel momento per occupare militarmente i Paesi Bassi.

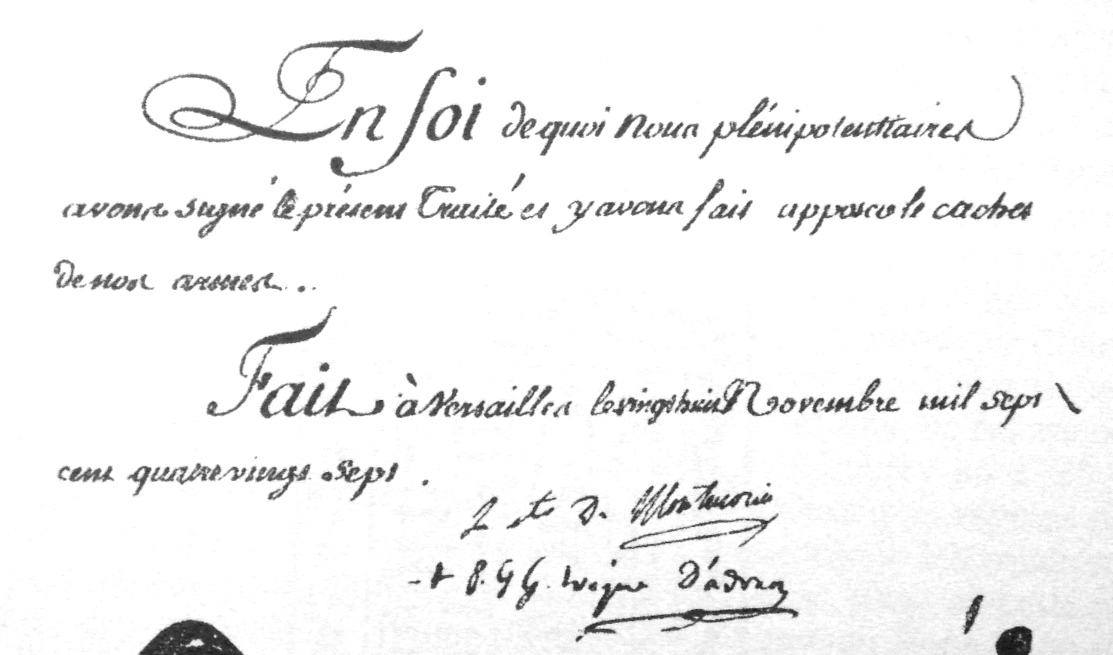
Firma di Montmorin, Ministro degli Affari Esteri e della Marina, sul Trattato di Versailles del 1787.

Devoto ammiratore di Jacques Necker, nuovo Ministro delle Finanze del Regno, di cui contribuì ad estendere l'influenza a corte sostenendo le sue idee nel tentativo di creare un primo governo costituzionale, arrivando anche a dimettersi insieme a lui il 12 luglio 1789. Quando Necker fu nuovamente richiamato al Ministero delle Finanze dopo la presa della Bastiglia, il 14 luglio, egli riassunse nuovamente l'incarico di Ministro degli Esteri. L'8 settembre 1790 Necker si dimise definitivamente, lasciando il Palazzo delle Tuileries per raggiungere la Svizzera. Il Re sciolse il gabinetto ministeriale, e il 20 ottobre richiamò nuovamente Montmorin al Ministero degli Esteri mantenendo la carica fino al novembre 1791.

### L'amicizia con Mirabeau
Nel dicembre 1788 venne avvicinato da Honoré Gabriel Riqueti de Mirabeau, che perseguiva un piano politico con cui giungere alla costituzione di nuovi stati generali, dando alla monarchia una forma costituzionale all'inglese. Montmorin Saint-Hérem era rimasto offeso dagli attacchi rivolti da Mirabeau contro la politica economica di Necker e dalla pubblicazione della sua Histoire secernono de la Cour de Berlin, e si rifiutò di riceverlo. In quel periodo Montmorin poteva essere descritto come monarchico, vale a dire un controrivoluzionaro moderato, convinto della necessità di accettare una serie di riforme per salvare la monarchia.
Con il progredire della rivoluzione francese, tuttavia, questo atteggiamento cambiò. Il conte de la Marck cercava di portare Mirabeau in contatto con la corte francese, e per raggiungere questo scopo ritenne importante assicurarsi l'aiuto di Montmorin. I due uomini si trovarono ben presto molto vicini su svariati temi politici. Montmorin continuò la sua attività di ministro solamente nel nome, mentre Mirabeau lo divenne di fatto. Montmorin non ebbe più il coraggio di prendere alcuna decisione senza prima consultare Mirabeau, ma né Mirabeau ne La Marck si facevano illusioni circa la sua determinazione a raggiungere lo scopo prefissato. Il Conte de la Marck pensava, invece, che la debolezza dimostrata da Montmorin fosse occasionalmente utile per frenare l'irruenza di Mirabeau. La morte di quest'ultimo, avvenuta il 2 aprile 1791, costituì un duro colpo per Montmorin, la cui posizione divenne enormemente più difficile dopo la fuga della famiglia reale a Varennes, di cui egli non era a conoscenza.

### Il Comitato Austriaco
Montomorin continuò a consigliare Luigi XVI anche quando quest'ultimo si trovava oramai di fatto prigioniero, e fu uno degli appartenenti al cerchio interno degli amici del Re, una sorta di consiglio segreto, chiamato dai rivoluzionari il comitato austriaco, che cercò in tutti i modi di salvare la monarchia. Ad esso appartenevano anche Pierre Victor Malouet, Antoine François Bertrand de Molleville e qualche altro amico del Re. Fu il giornalista Jean-Louis Carra a denunciare l'esistenza di tale consiglio privato a dargli il nome di Comitato austriaco. Montmorin lasciò il Ministero degli Esteri, dimettendosi, il 20 novembre 1791, sostituito il 29 dello stesso mese da Claude Antoine de Valdec de Lessart.

Stemma dei Montmorin de Saint-Hérem.

L'Assemblea nazionale legislativa istituì una commissione investigativa che nel giugno del 1792 requisì molti dei suoi documenti che si trovavano presso l'ufficio del Ministero degli Esteri. Dagli incartamenti non emerse nulla che potesse incriminarlo, ma dopo l'incarcerazione della famiglia reale avvenuta il 10 agosto 1792, fu dichiarato proscritto e cercò di nascondersi nella casa di una lavandaia. Scoperto il 21 agosto venne arrestato e condotto presso il bar dell'Assemblea per essere lungamente interrogato. Nonostante le soddisfacenti risposte fornite venne incarcerato nella Prigione dell'Abbaye e messo in stato di accusa il 31 agosto. Venne ucciso dalla folla il 2 settembre dello stesso anno, durante i cosiddetti massacri di settembre. Anche un suo parente, Louis Victor Henri, marchese de Montmorin de Saint Herem, capo del ramo anziano della famiglia, perì nella strage.

### La tragedia della sua famiglia
Sua moglie Françoise de Tane (1741-1794) e suo figlio Calixte (1772-1794), di 22 anni e sottotenente del 5º Reggimento Cacciatori (5° Chasseurs) vennero nascosti da Antoine Mégret, conte de Sérilly e dalla sua sposa Anne-Louise de Domangeville ma furono scoperti e condannati a morte. Vennero ghigliottinati il 10 maggio 1794 insieme al loro protettore, andati incontro alla morte sulla medesima "carretta" che trasportava la Principessa Elisabetta di Francia, sorella del Re. Sua figlia Victoire (1764-1794), contessa de la Luzerne, che aveva lasciato il marito César Guillaume e due figli per amore di Charles-Michel de Trudaine dal quale ebbe una figlia nel 1793, non fu condannata a morte perché impazzita. Sostenuta durante la prigionia dalla contessa di Sérilly, anch'essa scampata alla ghigliottina, si lasciò morire di inedia. Il suo amante, il marchese Charles Michel de Trudaine (1766-1794), fu ghigliottinato un paio di settimane più tardi, lo stesso giorno di suo fratello e del loro amico, il poeta André Chénier. Sopravvisse al periodo rivoluzionario la seconda figlia del ministro, Pauline de Beaumont (1768-1803), che sarà il grande amore di François-René de Chateaubriand, prima di morire nel 1803.

### Annotazioni
1. ↑  Il 1º gennaio 1784.
2. ↑  Loménie de Brienne fu nominato capo del Consiglio di finanza, grazie anche alla protezione accordatagli della regina Maria Antonietta d'Asburgo-Lorena.
3. ↑  Egli cercò sempre di dare i migliori consigli al Sovrano, agendo nel contempo sull'Assemblea Costituente.
4. ↑  Durante il suo ministero instituì insieme con Mirabeau la "famosa bottega di polizia" di cui Georges Jacques Danton era uno degli agenti.
5. ↑  In privato Mirabeau si lamentava amaramente che Montmorin era "fiacco" e un "vigliacco".
6. ↑  Accusato di aver firmato il passaporto del Re, in sua difesa pronunciò un discorso davanti all'Assemblea Nazionale.

### Fonti
1. 1 2 3 4 5 6 7 8 9 10 11  Fremont-Barnes 2007, p. 487.
2. ↑  Cantarutti, Ferrari, Filippi 2010, p. 44.
3. ↑  Histoire de la participation de la France à l'établissement des États-Unis d'Amérique. Correspondance diplomatique et documents (6 volumes, 1886-1899) Texte en ligne 1 2 3 4 5 6
4. ↑  Fremont-Barnes2007, p. 488.
5. ↑  The Diary and Letters of Gouverneur Morris, Minister of the United States to France; Member of the Constitutional Convention, éd. Anne Cary Morris (1888). 2 vols. online version Archiviato il 7 agosto 2020 in Internet Archive.
6. ↑  Spinosa 2010, p. 131.
7. 1 2 3 4 5 6 7 8 9 10 11 12 13 14 15 16 17  Chaudon 1822, p. 385.
8. ↑  Spinosa 2010, p. 135 , con le dimissioni di Charles Eugène Gabriel de la Croix de Castries.
9. 1 2  Fremont-Barnes 2007, p. 409.
10. ↑  Spinosa 2010, p. 141.
11. 1 2  Spinosa 2010, p. 160.